# Liste du patrimoine culturel immatériel de l'humanité en Suisse
Cet article recense les pratiques inscrites au patrimoine culturel immatériel en Suisse.

## Statistiques
La Suisse a ratifié la convention pour la sauvegarde du patrimoine culturel immatériel le 16 juillet 2008. La première pratique protégée est inscrite en 2016.
En 2023, la Suisse compte 10 éléments inscrits au patrimoine culturel immatériel, 9 sur la liste représentative et un au registre des meilleures pratiques de sauvegarde.

## Listes

### Liste représentative
Les éléments suivants sont inscrits sur la liste représentative du patrimoine culturel immatériel de l'humanité :
| Élément                                                               | Type | Subdivision | Année | Lien  | Notes | Illus. |
| --------------------------------------------------------------------- | --- | ----------- | ----- | ----- | --- | ------ |
| La Fête des vignerons de Vevey                                        | pratiques sociales, rituels et événements festifs | Vevey       | 2016  | 01201 | |        |
| Le carnaval de Bâle                                                   | pratiques sociales, rituels et événements festifs | Bâle        | 2017  | 01262 | |        |
| L'art de la construction en pierre sèche : savoir-faire et techniques | connaissances et pratiques concernant la nature et l'univers pratiques sociales, rituels et événements festifs savoir-faire liés à l’artisanat traditionnel traditions et expressions orales |             | 2018  | 02106 | Partagé avec Chypre, la Croatie, l'Espagne, la France, la Grèce, l'Italie et la Slovénie Étendu en 2024 à l'Andorre, l'Autriche, la Belgique, l'Irlande et au Luxembourg |        |
| La gestion du danger (de) d'avalanches                                | connaissances et pratiques concernant la nature et l’univers |             | 2018  | 01380 | Partagé avec l'Autriche |        |
| L'alpinisme                                                           | connaissances et pratiques concernant la nature et l’univers |             | 2019  | 01471 | Partagé avec la France et l'Italie |        |
| Processions de la Semaine sainte à Mendrisio (it)                     | pratiques sociales, rituels et événements festifs | Mendrisio   | 2019  | 01460 | |        |
| Les savoir-faire en mécanique horlogère et mécanique d'art            | savoir-faire liés à l’artisanat traditionnel |             | 2020  | 01560 | Partagé avec la France |        |
| L'irrigation traditionnelle : connaissance, technique et organisation | connaissances et pratiques concernant la nature et l'univers savoir-faire liés à l'artisanat traditionnel                                                                                    |             | 2023  | 01979 | Partagé avec l'Allemagne, l'Autriche, la Belgique, l'Italie, le Luxembourg et les Pays-Bas                                                                               |        |
| Saison d'alpage                                                       | connaissances et pratiques concernant la nature et l'univers |             | 2023  | 01966 | |        |

### Patrimoine immatériel nécessitant une sauvegarde urgente
La Suisse ne compte aucun élément listé sur la liste du patrimoine immatériel nécessitant une sauvegarde urgente.

### Registre des meilleures pratiques de sauvegarde
La Suisse compte une pratique listée au registre des meilleures pratiques de sauvegarde :
| Élément | Type                                         | Subdivision | Année | Lien  | Notes                                                         | Illus. |
| --- | -------------------------------------------- | ----------- | ----- | ----- | ------------------------------------------------------------- | ------ |
| Les techniques artisanales et les pratiques coutumières des ateliers de cathédrales, ou "Bauhütten", en Europe, savoir-faire, transmission, développement des savoirs, innovation | savoir-faire liés à l’artisanat traditionnel |             | 2020  | 01558 | partagé avec l'Allemagne, l'Autriche, la France et la Norvège |        |